# Domenico Criscito
Domenico Criscito (Cercola, 1986. december 30.) olasz válogatott labdarúgó, a Toronto játékosa.

## Karrierje
Criscito a dél-olaszországi Cercola városában született. 13 éves korában jött családjával északra, labdarúgó-karrierje érdekében. Profi karrierjét a Genoa CFC csapatában kezdte, még a másodosztályban. 2004-ben a Genoa játékjogának 50%-át eladta a Juventusnak.
Criscito a Juve primavera-csapatához került, ahol ekkoriban U21-es válogatottbeli csapattársai, Claudio Marchisio, Paolo De Ceglie és Sebastian Giovinco is játszottak. Velük a csapat megnyerte a tartalékbajnokságot. 2006-ban visszatért Genovába, ahol a másodosztály egyik legjobb védője lett. Januárban a Juve megvette játékjogának másik felét is.
A Juventus első csapatában 2007. augusztus 25-én mutatkozhatott be, a Livorno elleni kiütéses, 5–1-es győzelem alkalmával. A játék nem ment jól neki, így igen hamar a kispadon találta magát. 2008 nyarán tért vissza a Genoához. Első gólját februárban, a Palermo ellen szerezte. Itt jól játszott, és egy idő után az edző, Gian Piero Gasperini első számú balhátvédként számolt vele.
2011. június 27-én az orosz Premjer-Ligába igazolt a Zenyit csapatához.
2018. május 24-én jelentették be, hogy visszatér a Genoa csapatához. 2022. június 24-én közös megegyezéssel felbontotta a szerződését.
2022. június 29-én a Toronto csapatába szerződött.

## Válogatott
Az U21-es válogatottban 2006-ban játszotta első mérkőzését. 2008-ban az olimpián is játszott.
2009. augusztus 12-én a felnőttcsapatban is lejátszotta első mérkőzését.

## Sikerei, díjai
- Zenyit
  - Orosz bajnok: 2011–12, 2014–15
  - Orosz kupa: 2015–16
  - Orosz szuperkupa: 2015, 2016